# Syringa vulgaris

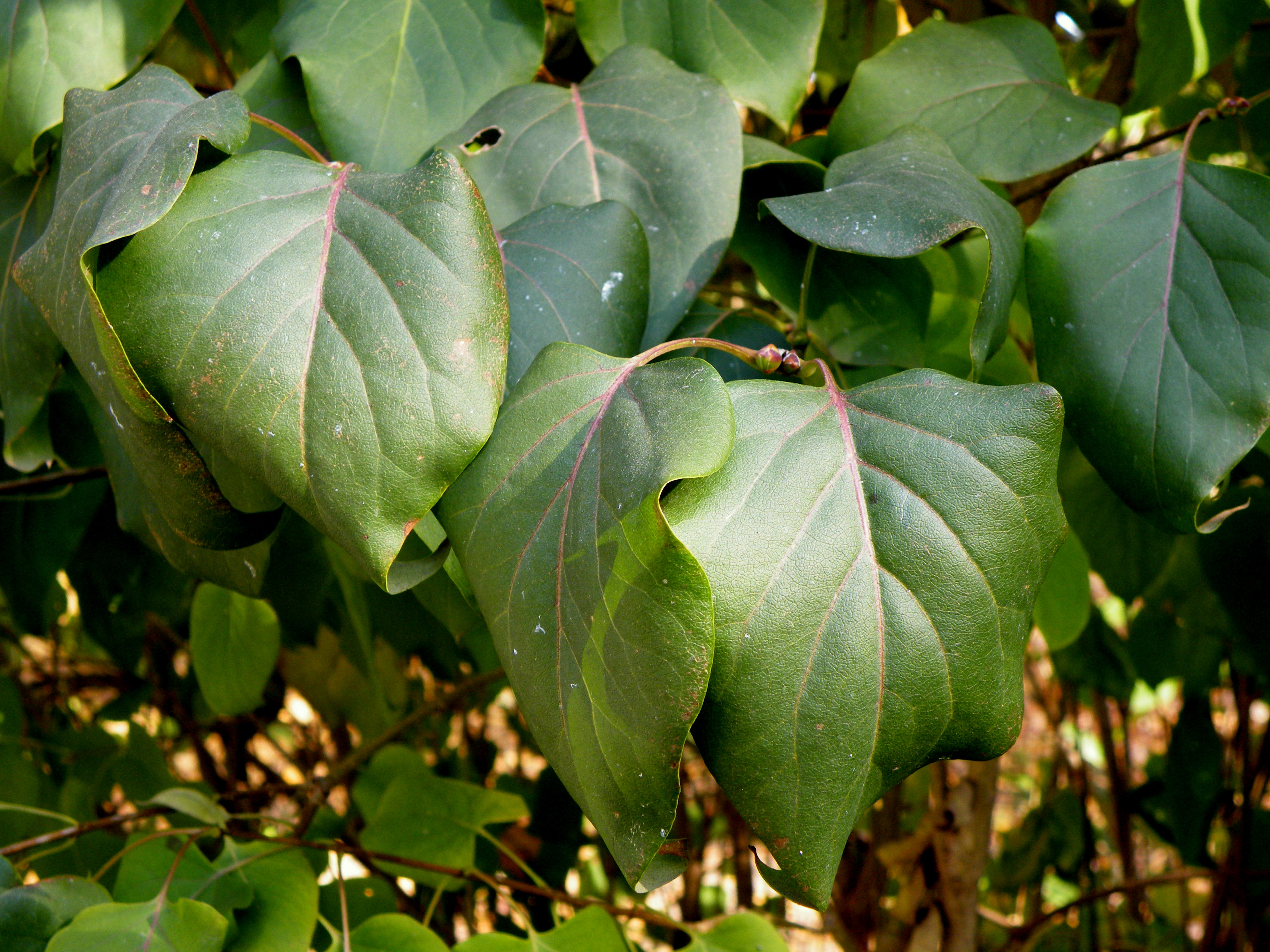
Hojas

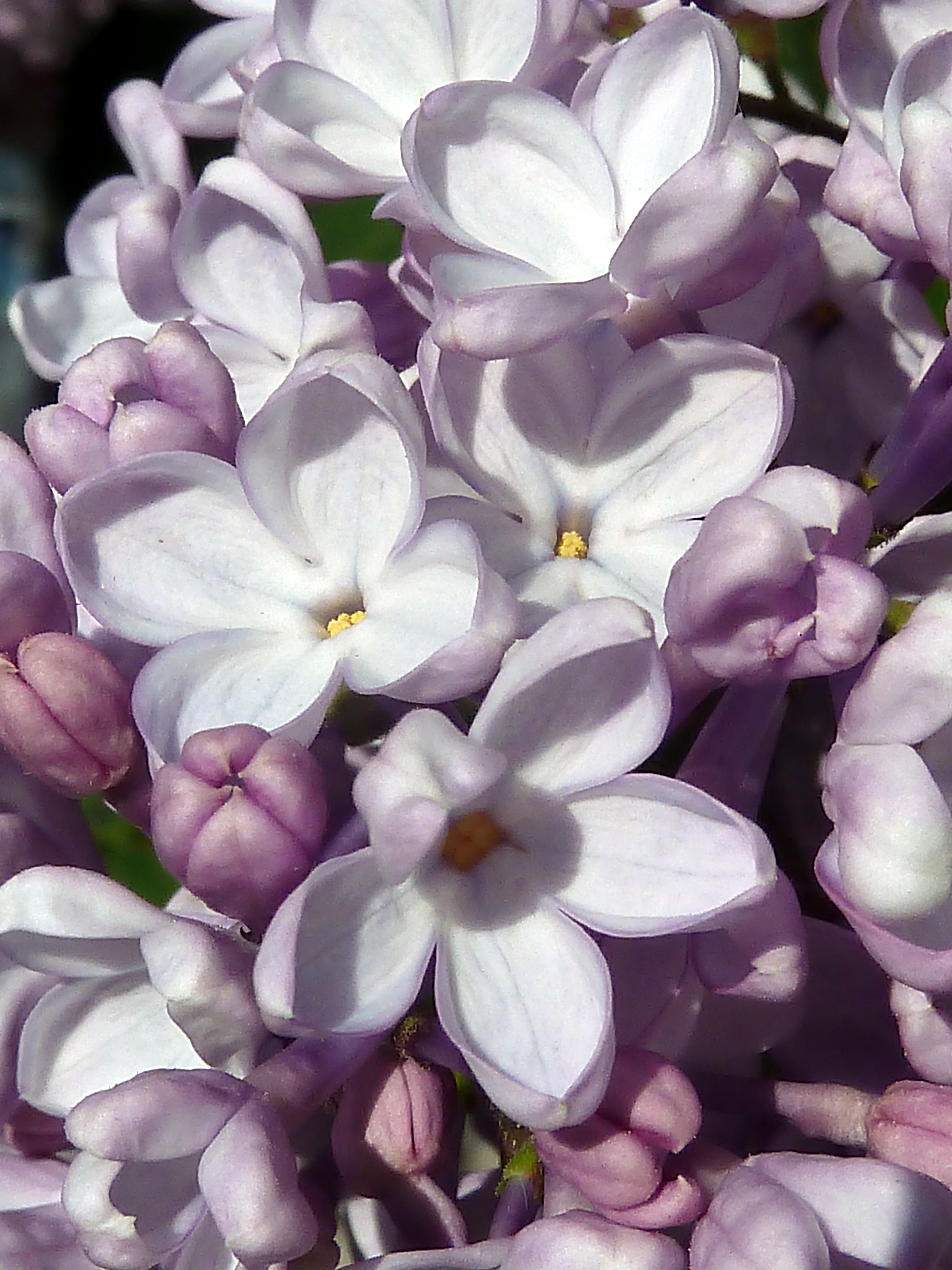
Inflorescencia, detalle

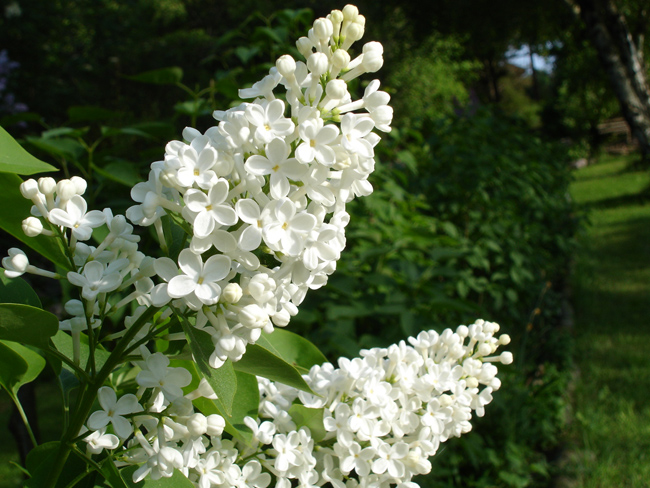
Syringa vulgaris 'Alba'

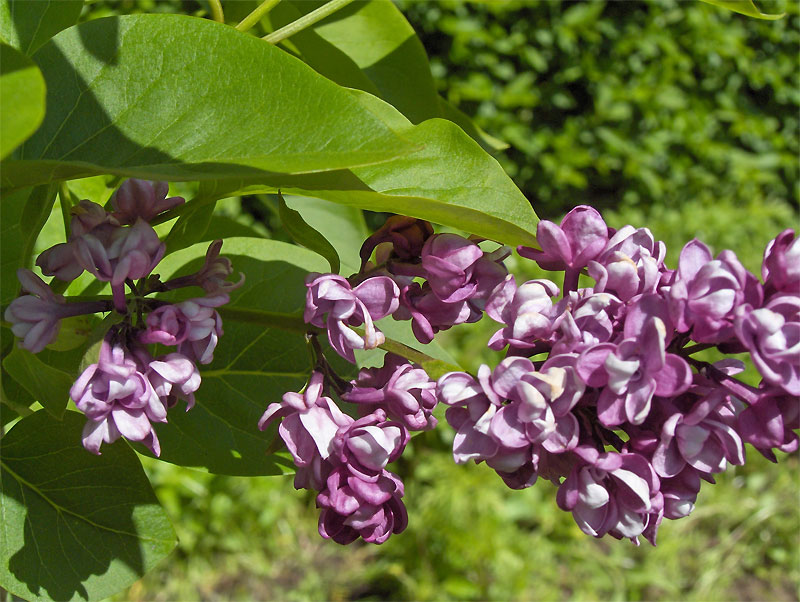
Syringa vulgaris 'Charles Joly'

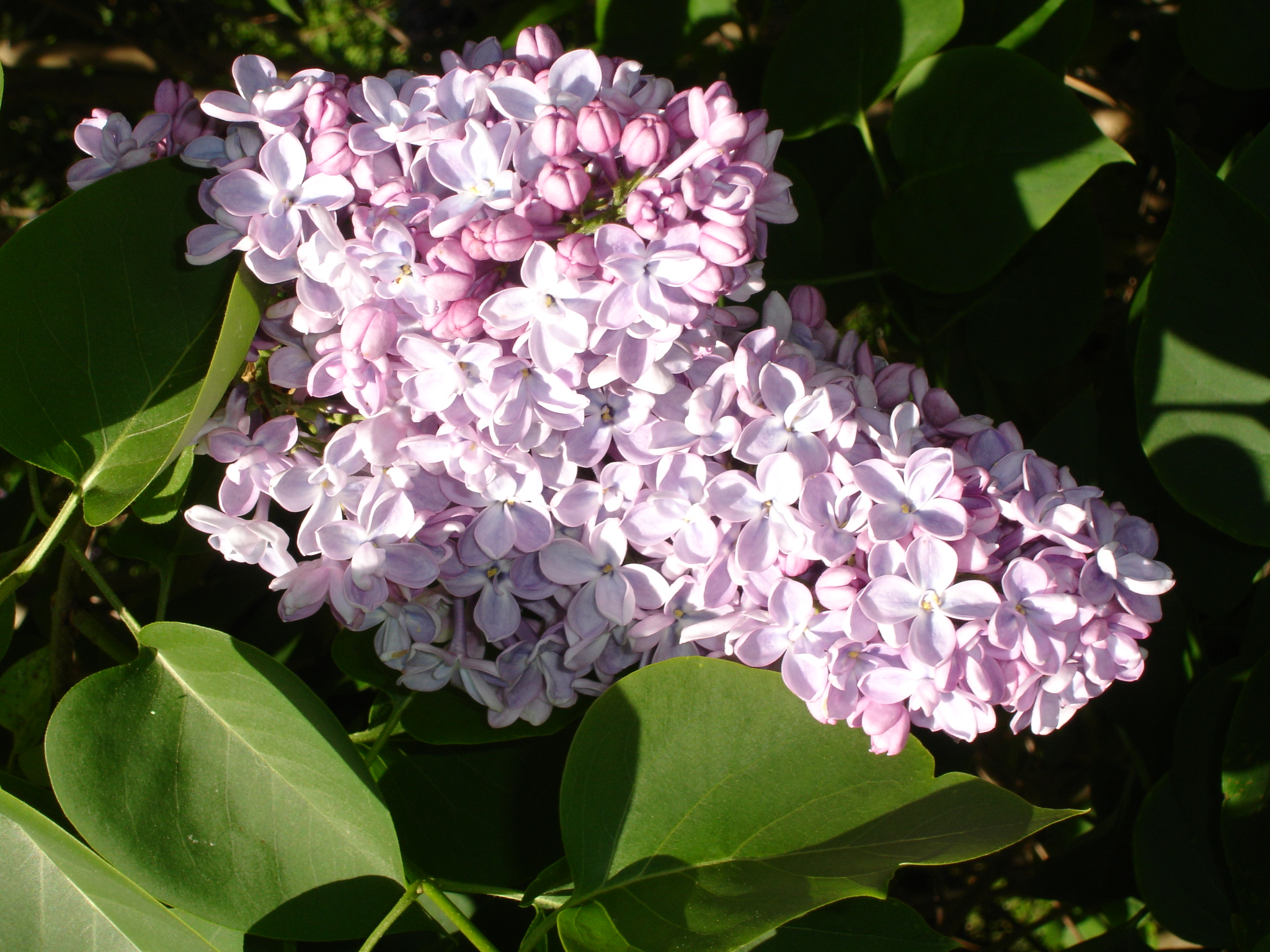
Syringa vulgaris 'Corondel'

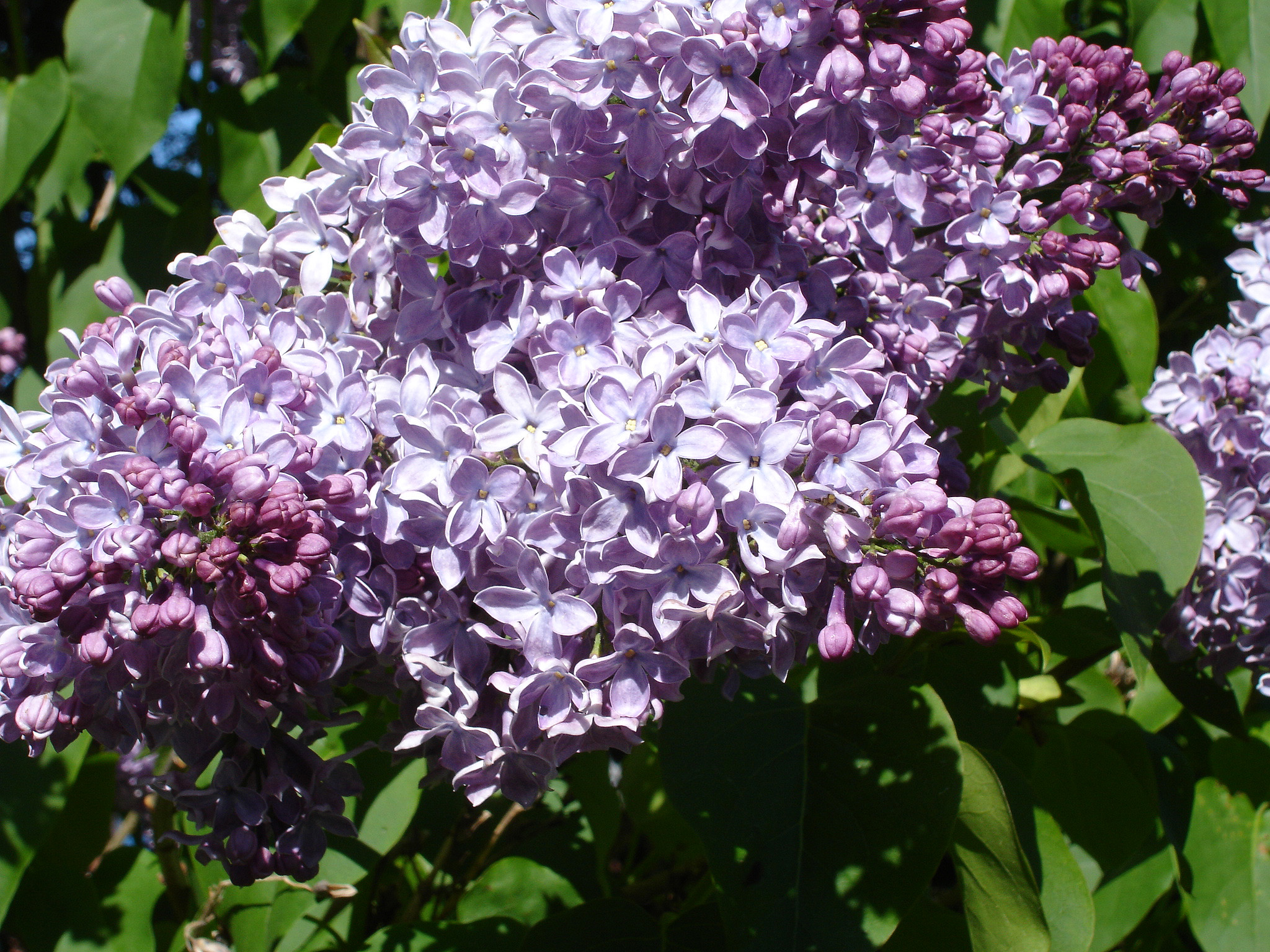
Syringa vulgaris 'Mme. Francisque Morel'

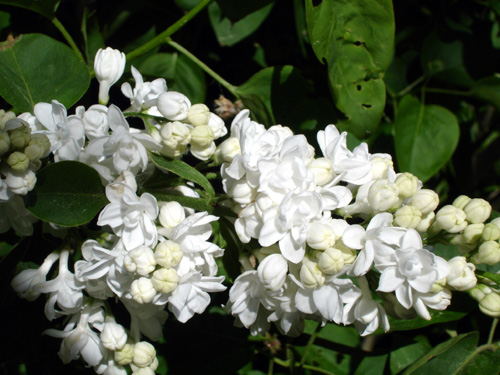
Syringa vulgaris 'Mariscal Foch'

Syringa vulgaris (lilo, lila o lila común) es una especie planta de la familia de los olivos (Oleaceae), originaria de los Balcanes, en el sudeste de Europa, donde crece en colinas rocosas.

## Descripción
Es un pequeño árbol o un gran arbusto, caducifolio, alcanza 6–7 m de altura, usualmente de múltiples tallos, produciendo troncos secundarios desde la base o de raíces, con diámetros de tallos de 2 dm. La corteza es gris a gris pardo, lisa en los jóvenes, agrietada longitudinalmente en los más viejos. Hojas simples, de 4–12 cm de largo x 3–8 cm de ancho, verde claras a glaucas, ovales a cordadas, con venación en los foliolos, un ápice mucronado, y márgenes enteros. Van en pares opuestos u ocasionalmente en grupo de tres. Flores de base tubular, corola de 6–10 mm de largo con ápices abiertos de cuatro lóbulos de 5–8 mm, usualmente lilas a malvas, ocasionalmente blancas; en panículas densas, terminales, de 8-18 cm de largo. Fruto cápsula seca, parda, lisa, 2 cm de largo, dividida en dos para lanzar las dos semillas aladas.

### Cultivo
Es una muy común planta ornamental en jardines y parques, debido a sus flores atractivas, de dulce aroma. Muchas de estas plantas de jardín son cultivares con flores variando del blanco al lila oscuro; algunas con flores dobles, donde los estambres están reemplazados por pétalos extra. El cultivar "Áurea" tiene follaje amarillento. La mayoría de los cultivares de jardín no exceden los 4-5 m de altura.
Está ampliamente naturalizado en Europa del oeste y del norte.

## Historia
Fue seleccionada como la flor estatal, (en inglés) del Estado de Nuevo Hampshire, debido a "ser símbolo del duro carácter de los hombres y mujeres del Estado de Granito".

## Ecología
Esta planta es el alimento de las orugas de las polillas Craniophora ligustri.

## Taxonomía
Syringa vulgaris fue descrita por Carlos Linneo y publicado en Species Plantarum 1: 9. 1753.
Etimología
El nombre científico del género Syringa  deriva de syrinx un tubo o pipa,  refiriéndose al estado hueco de las ramas jóvenes de algunas especies. 
vulgaris: epíteto latíno que significa "común"
Sinonimia
- Lilac caerulea (Jonst.) Lunell
- Lilac cordatifolia Gilib.
- Lilac suaveolens Gilib.
- Lilac vulgaris (L.) Lam.
- Lilac vulgaris var. alba (Weston) Jacques & Hérincq
- Lilac vulgaris var. purpurea (Weston) Jacques & Hérincq
- Lilac vulgaris var. violacea (Sol.) Jacques & Hérincq
- Liliacum album (Weston) Renault
- Liliacum vulgare (L.) Renault
- Syringa alba (Weston) A.Dietr. ex Dippel
- Syringa albiflora Opiz
- Syringa amoena K.Koch
- Syringa bicolor K.Koch
- Syringa caerulea Jonst.
- Syringa carlsruhensis K.Koch
- Syringa cordifolia Stokes
- Syringa cordifolia var. alba Stokes
- Syringa cordifolia var. caerulescens Stokes
- Syringa cordifolia var. purpurascens Stokes

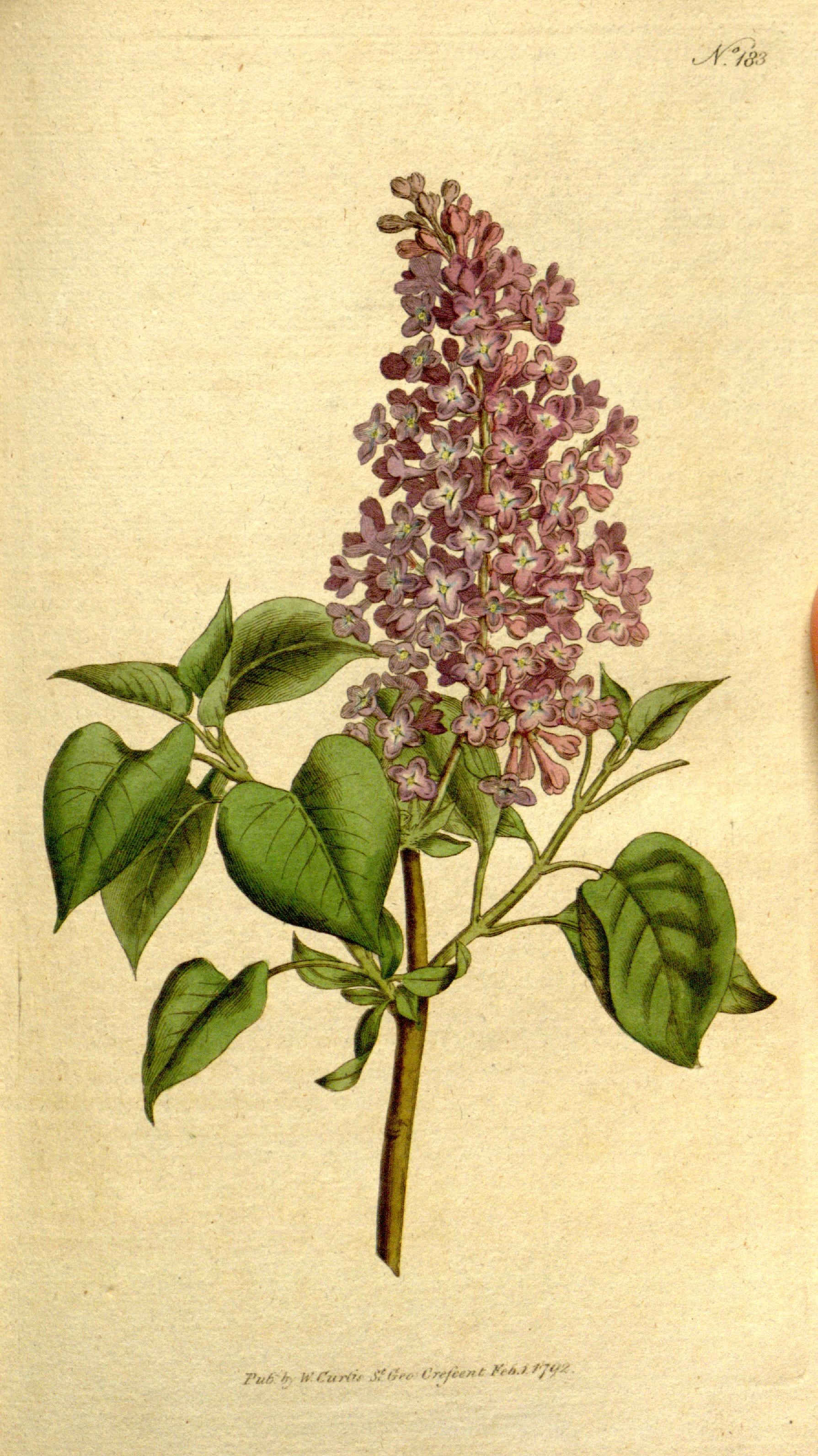
Ilustración de 1793

- Syringa latifolia Salisb.
- Syringa lilac Garsault
- Syringa marliensis K.Koch
- Syringa nigricans K.Koch
- Syringa notgeri K.Koch
- Syringa philemon K.Koch
- Syringa rhodopea Velen.
- Syringa versaliensis K.Koch
- Ilustración de 1793Syringa virginalis K.Koch	[9]